# ویلی شیرر
ویلی شیرر (انگلیسی: Willy Schärer; ۲۰ سپتامبر ۱۹۰۳ – ۲۰ نوامبر ۱۹۸۲) ورزشکار دو و میدانی اهل سوئیس بود.